# Hydrocanthus consimilis
Hydrocanthus consimilis is een keversoort uit de familie diksprietwaterkevers (Noteridae). De wetenschappelijke naam van de soort werd in 1938 gepubliceerd door Leopold Gschwendtner.